# كرايغ مورغان
كرايغ مورغان (بالإنجليزية: Craig Morgan)‏ (16 يونيو 1985 المملكة المتحدة - ) هو لاعب كرة قدم بريطاني يلعب كمدافع.

## مسيرته الكروية
لعب كرايغ مورغان خلال مسيرته الاحترافية مع 7 أندية في عشرون موسمًا وسجل خلالها 11 هدفًا ضمن 442 مباراة. ولم يفز بأي موسم بالكأس أو بالدوري.
خاض كرايغ مورغان مسيرته مع نادي ريكسهام في موسم 2001–02 ليلعب معه خمسة مواسم، مشاركًا في 53 مباراة سجل خلالها هدفًا واحدًا. ثم انتقل إلى نادي ميلتون كينز دونز في موسم 2005–06 ولمدة موسمين، حيث شارك في 43 مباراة ولم يسجل أي هدف. لينتقل بعدها إلى نادي بيتربورو يونايتد في موسم 2006–07 ليلعب معه أربعة مواسم، مشاركًا في 125 مباراة سجل خلالها 4 أهداف. ثم انتقل إلى نادي بريستون نورث إيند في موسم 2010–11 ولمدة موسمين، مشاركًا في 50 مباراة سجل خلالها 3 أهداف. هذا وانتقل لاحقًا إلى نادي روذرهام يونايتد في موسم 2012–13 واستمر معه طيلة ثلاثة مواسم، مشاركًا في 92 مباراة سجل خلالها هدفًا واحدًا. ثم انتقل بعدها إلى نادي ويغان أتلتيك في موسم 2015–16 واستمر معه طيلة ثلاثة مواسم، مشاركًا في 56 مباراة سجل خلالها هدفين. ليعود وينتقل من جديد، لكن هذه المرة إلى فليتوود تاون في موسم 2018–19 لمدة موسم واحد، مشاركًا في 23 مباراة ولم يسجل أي هدف.

## وصلات خارجية
كرايغ مورغان على موقع قاعدة بيانات كرة القدم.إي يو (الإنجليزية)
- كرايغ مورغان على موقع ناشيونال فوتبول تيمز (الإنجليزية)
- كرايغ مورغان على موقع Soccerbase.com (لاعب) (الإنجليزية)
- كرايغ مورغان على موقع Soccerway.com (الإنجليزية)